# Parafia św. Michała Archanioła w Rybniku
Parafia św. Michała Archanioła w Rybniku – parafia Katolickiego Kościoła Narodowego w Polsce w Rybniku.
Parafia erygowana 8 września 2019. Posiada kaplicę (ul. Zebrzydowicka 30), która została poświęcona 4 lipca 2020. Dzień patronalny parafii 29 września.

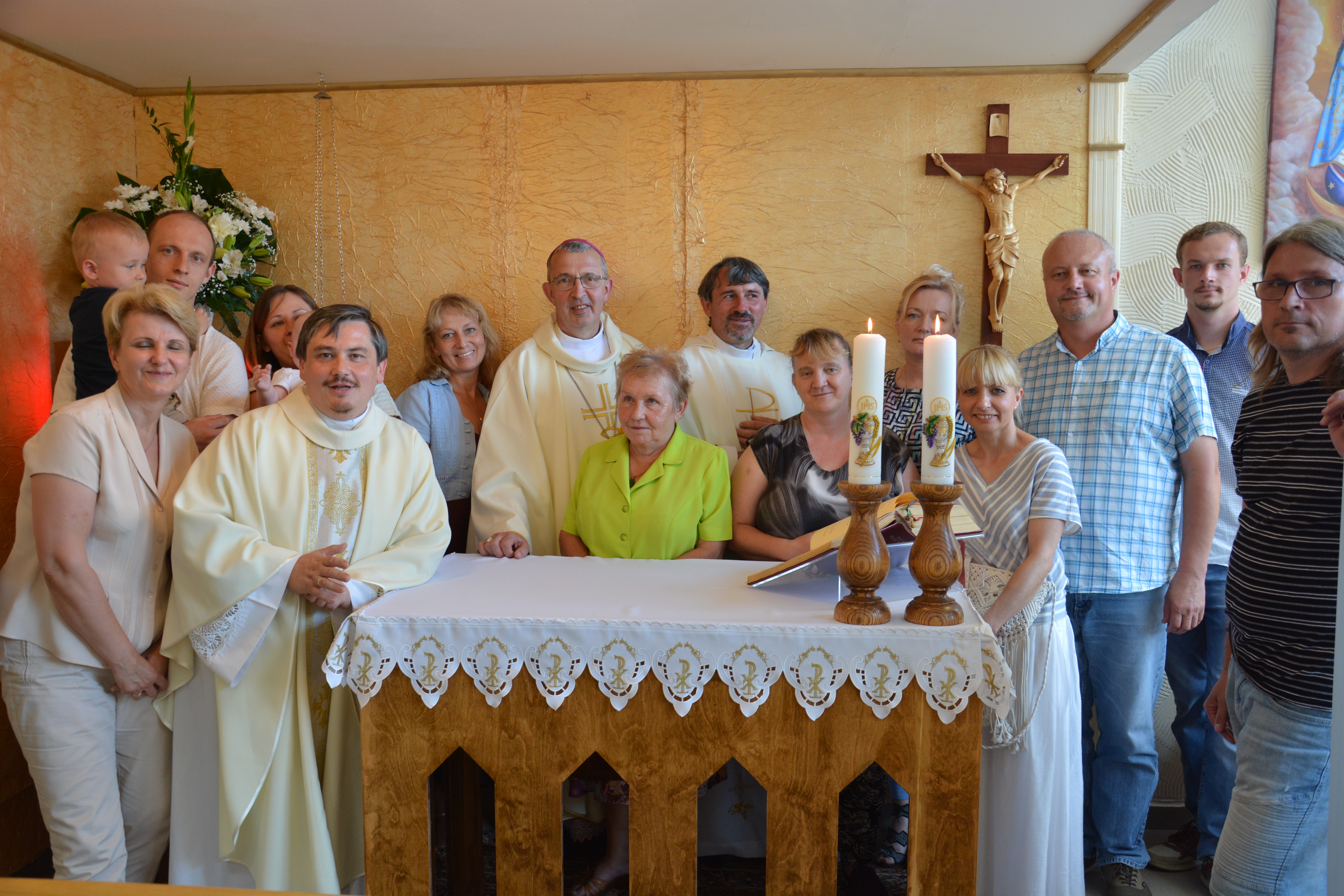
Modlitewne spotkanie z Pierwszym Biskupem Adamem Rośkiem.